# Dasiürins
La subfamília dels dasiurins (Dasyurinae) inclou diversos gèneres de petits marsupials carnívors originaris d'Austràlia: gats marsupials, kowaris, Dasycercus, Phascogale, Pseudantechinus, diables de Tasmània, etc. Aquesta subfamília es defineix principalment basant-se en criteris bioquímics.